# Saed Soheili
Sa'ed Soheili (em persa: ساعد سهیلی) é um ator iraniano de cinema e televisão. Ele nasceu em Mexede e vive em Teerã.
Começou sua carreira artística aos 14 anos e obteve seu primeiro personagem como profissional no filme de televisão do diretor Javad Ezzati.

## Biografia
Saed Soheili é filho de Saeed Soheili, diretor de cinema iraniano. Ele tem um irmão chamado Sina e duas irmãs, Sara e Saba, todos eles ativos no campo do cinema, televisão e teatro. Ele é o membro mais famoso de sua família.
Começou seu trabalho aos 14 anos com um pequeno papel em "Shab-e Brehne", dirigido por seu pai. Também esteve nos bastidores de outras obras de seu pai. Ele é formado em artes gráficas pela Universidade Islâmica de Azad.
A atriz francesa Gloria Hardy, que desempenhou o papel de Raha/Azadeh na série Kimia, é sua esposa.

### Proibição
Soheili foi banido pelo governo de Dubai após o lançamento da filme Lottery (2018) no 36.º Festival de Cinema de Fajr.

## Prémios
| Ano  | Prémios                                   | Categoria                    | Trabalho indicado             |
| ---- | ----------------------------------------- | ---------------------------- | ----------------------------- |
| 2019 | Festival de Cinema de Hanói               | Melhor ator                  | The Dark Room                 |
| 2019 | 18.º Prêmio Mundial de Arte               | Melhor ator                  | Loteria                       |
| 2014 | Festival Internacional de Cinema de Rabat | Melhor ator                  | Alguns metros cúbicos de amor |
| 2014 | Celebração da Casa de Cinema              | Melhor ator                  | Alguns metros cúbicos de amor |
| 2011 | Festival Internacional de Cinema de Kish  | Melhor ator (seção de vídeo) | Entre ficar e ir              |